# Maria Deraismes
Maria Adélaïde Deraismes (Parijs, 17 augustus 1828 – aldaar, 6 februari 1894) was een Franse schrijfster, feministe, redenaar en medeoprichtster van de gemengde vrijmetselaarsorde Le Droit Humain. Zij was de eerste vrouw in Frankrijk die werd ingewijd in een mannelijke vrijmetselaarsloge en speelde een belangrijke rol in de ontwikkeling van het feminisme en de gemengde maçonnieke beweging in Europa.

## Jeugd en opleiding
Deraismes werd geboren in een liberaal-burgerlijk milieu. Haar vader, een voltairiaans antiklerikaal koopman, en haar moeder, erfgename van een uitvinder van lenzen voor vuurtorens, stimuleerden haar brede intellectuele vorming. Ze leerde lezen met hulp van haar oudere zus Anna Féresse-Deraismes en verdiepte zich in de werken van klassieke auteurs, de Verlichting, de kerkvaders, Indiase religieuze geschriften en Duitse filosofen.
Aanvankelijk wilde zij kunstenares worden, geïnspireerd door Rosa Bonheur. Ze kreeg schilderlessen van leerlingen van Paul Delaroche, en later van Ferrari in Nice. Terug in Parijs na de dood van haar vader (1852), studeerde zij aan het atelier van Léon Cogniet. Uiteindelijk koos ze voor de literatuur. Op jonge leeftijd schreef ze toneelstukken en essays, die zij voordroeg in salons en in de tuin van het ouderlijk huis.

## Activisme en feminisme
In de jaren 1860 raakte Deraismes betrokken bij de Franse vrouwenbeweging. Samen met de republikeinse journalist en vrijmetselaar Léon Richer richtte zij het blad Le Droit des Femmes op, later hernoemd tot L’Avenir des Femmes. Zij streefden naar burgerrechten voor vrouwen, waaronder het recht op arbeid, scholing en uiteindelijk ook kiesrecht.
Ze was medeoprichter van meerdere feministische verenigingen, zoals de Société pour la revendication des droits civils des femmes (1869), de Association pour le droit des femmes (1870) en later de Société pour l'amélioration du sort de la femme (1874).
In 1866 sprak zij op uitnodiging van Richer in het Ordegebouw van het Grootoosten van Frankrijk, als reactie op het artikel Les bas-bleus van Barbey d’Aurevilly. Haar voordracht over morele thema’s maakte grote indruk en betekende de start van haar publieke carrière als spreker. De gelegenheid was bijzonder, aangezien vrouwen destijds geen toegang hadden tot vrijmetselaarsloges. De lezing luidde haar langdurige betrokkenheid bij de vrijmetselarij in.

## Gemengde vrijmetselarij
Op 14 januari 1882 werd Maria Deraismes ingewijd in Loge Les Libres Penseurs in Pecq, aangesloten bij de Grande Loge Symbolique Écossaise (GLSE), een hervormingsgezinde obediëntie. Deze inwijding veroorzaakte controverse binnen de mannelijke vrijmetselarij, die vrouwen tot dan toe categorisch uitsloot. De loge werd tijdelijk geschorst; pas nadat men haar naam had verwijderd uit de ledenlijst, werd de loge weer opgenomen in de GLSE.
Na elf jaar voorbereiding richtte zij samen met Georges Martin op 4 april 1893 een gemengde loge op waarin mannen en vrouwen op gelijke voet werden ingewijd: de Grande Loge Symbolique Écossaise Mixte de France, met als motto "Le Droit Humain". Op 14 maart 1893 ontvingen zestien vrouwen de Leerlinggraag, gevolgd door de Gezellengraad op 24 maart, en de Meestergraad op 1 april. De constituerende vergadering vond plaats op 4 april 1893.

## Overlijden en nalatenschap

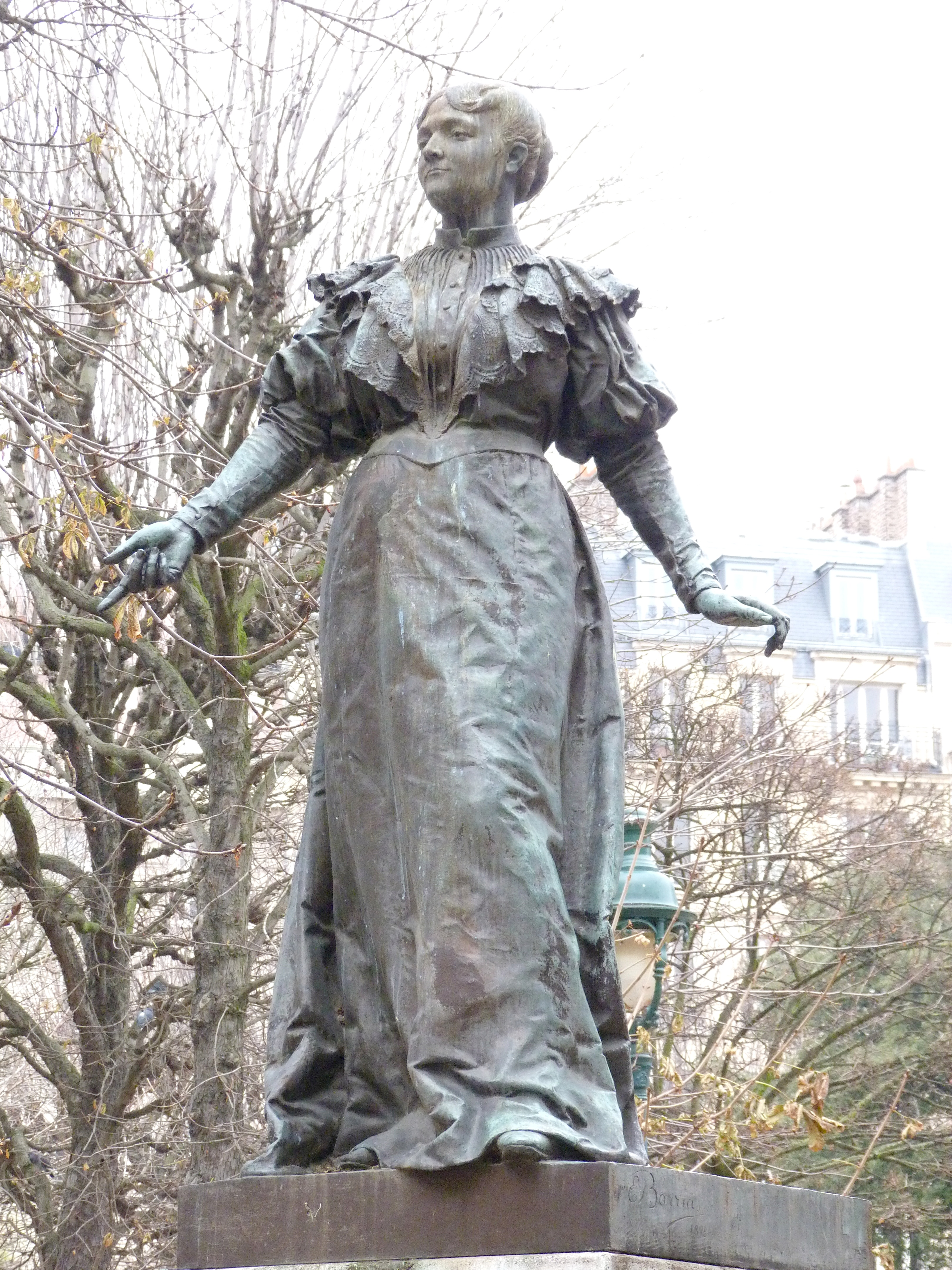
Standbeeld van Maria Deraismes, bronzen replica uit 1983 op de oorspronkelijke locatie in het Square des Épinettes

Maria Deraismes overleed op 6 februari 1894 aan de gevolgen van emfyseem, in haar woning aan de Rue Cardinet in het 17e arrondissement van Parijs. Ze werd op 9 februari bijgezet op het Cimetière de Montmartre, in graf 31e divisie.
Kort voor haar dood liet zij haar medestanders de boodschap na: "Je vous laisse le Temple inachevé, poursuivez, entre ses Colonnes, le Droit de l'Humanité." ("Ik laat u de Tempel onvoltooid na; vervolgt, tussen haar Zuilen, het Recht van de Mensheid.")
Haar werk werd voortgezet door Georges Martin, die haar orde verder uitbouwde tot een internationale organisatie: de Ordre Maçonnique Mixte International Le Droit Humain.
In Frankrijk zijn meerdere eerbetonen aan haar gewijd:
- Een standbeeld van Louis-Ernest Barrias werd in 1898 opgericht in het Square des Épinettes in Parijs (17e arr.). Het werd in 1943 vernietigd door het Vichy-regime, maar in 1983 opnieuw gegoten en herplaatst.[12]
- Een straat in het 17e arrondissement van Parijs en een beroepsschool zijn naar haar genoemd.
- Ook in Pontoise, waar zij een buitenhuis had, draagt een straat haar naam en staat een borstbeeld ter ere van haar.

Meerdere loges binnen Le Droit Humain dragen haar naam, waaronder in Nederland de Loge Maria Deraismes te Hoorn, actief tussen 2002 en 2009.